# Danielle Bisutti
Danielle Nicole Bisutti (Los Angeles, 1º ottobre 1976) è un'attrice, cantante e doppiatrice statunitense.

## Filmografia parziale

### Attrice

#### Cinema
- Automatic, regia di William'Jamaal'Fort (2001)
- Tropix, regia di Percy Angress e Livia Linden (2004)
- L.A. Underground, regia di Eric DelaBarre (2005)
- Un amore da vicino (The Neighbor), regia di Eddie O'Flaherty (2007)
- Agente Smart - Casino totale (Get Smart), regia di Peter Segal (2008)
- No Greater Love, regia di Brad J. Silverman (2010)
- La maledizione di Chucky (Curse of Chucky), regia di Don Mancini (2013)
- Oltre i confini del male - Insidious 2 (Insidious: Chapter 2), regia di James Wan (2013)
- Back in the Day, regia di Michael Rosenbaum (2014)
- Insidious - L'ultima chiave (Insidious: The Last Key), regia di Adam Robitel (2018)
- Nanny Killer, regia di Jeff Hare (2018)

#### Televisione
- Dharma & Greg – serie TV, 1 episodio (2001)
- Perfetti... ma non troppo (Less Than Perfect) – serie TV, 1 episodio (2003)
- The O.C. – serie TV, 5 episodi (2004-2005)
- Streghe (Charmed) – serie TV, episodio 6x08 (2004)
- Boston Legal – serie TV, 1 episodio (2004)
- Due uomini e mezzo (Two and a Half Men) – serie TV, 1 episodio (2006)
- Shark - Giustizia a tutti i costi (Shark) – serie TV, 1 episodio (2007)
- Cold Case - Delitti irrisolti (Cold Case) – serie TV, 1 episodio (2007)
- Senza traccia (Without a Trace) – serie TV, 3 episodi (2007-2008)
- Avvocati a New York (Raising the Bar) – serie TV, 3 episodi (2008-2009)
- I maghi di Waverly (Wizards of Waverly Place) – serie TV, episodio 1x21 (2008)
- True Jackson, VP – serie TV, 56 episodi (2008-2011)
- Bones – serie TV, 1 episodio (2010)
- Body of Proof – serie TV, 1 episodio (2011)
- CSI: Miami – serie TV, 3 episodi (2011-2012)
- Parks and Recreation - serie TV, due episodi (2011-2012)
- Castle - serie TV, episodio 4x20 (2012)
- L'uomo di casa (Last Man Standing) – serie TV, 2 episodi (2012)
- NCIS - Unità anticrimine (NCIS) - serie TV, episodio 10x10 (2012)
- Criminal Minds – serie TV, episodio 8x03 (2012)
- Grey's Anatomy – serie TV, episodio 9x15 (2013)
- Beauty and the Beast – serie TV, 1 episodio (2014)
- Non sono stato io (I Didn't Do It) – serie TV, 2 episodi (2015)
- Mom  – serie TV, 1 episodio (2017)
- Cavaliere per caso (Dwight in Shining Armor) – serie TV (dal 2019)

### Doppiatrice
- God of War – videogioco (2018)
- The LEGO Movie 2 Videogame – videogioco (2019)
- Disney Dreamlight Valley – videogioco (2022)
- God of War Ragnarök – videogioco (2022)

## Doppiatrici italiane
Nelle versioni in italiano delle opere in cui ha recitato, Danielle Bisutti è stata doppiata da:
- Roberta Pellini in Senza traccia, La maledizione di Chucky
- Michela Alborghetti in Cold Case - Delitti irrisolti, Oltre i confini del male - Insidious 2
- Daniela Calò in The O.C. (ep. 1x21, 1x25)
- Antonella Alessandro in The O.C. (ep. 2x18)
- Luisa Ziliotto in True Jackson, VP
- Cristina Boraschi in CSI - Scena del crimine
- Elena Morara in CSI: Miami
- Barbara De Bortoli in NCIS - Unità anticrimine
- Patrizia Burul in Private Practice
- Pinella Dragani in Criminal Minds
- Laura Romano in Leverage - Consulenze illegali
- Giò Giò Rapattoni in Grey's Anatomy
- Francesca Vettori in Matador

Da doppiatrice è stata sostituita da:
- Alessandra Cassioli in God of War, God of War Ragnarök